# Ducky Boys
Pour les articles homonymes, voir Rocky.

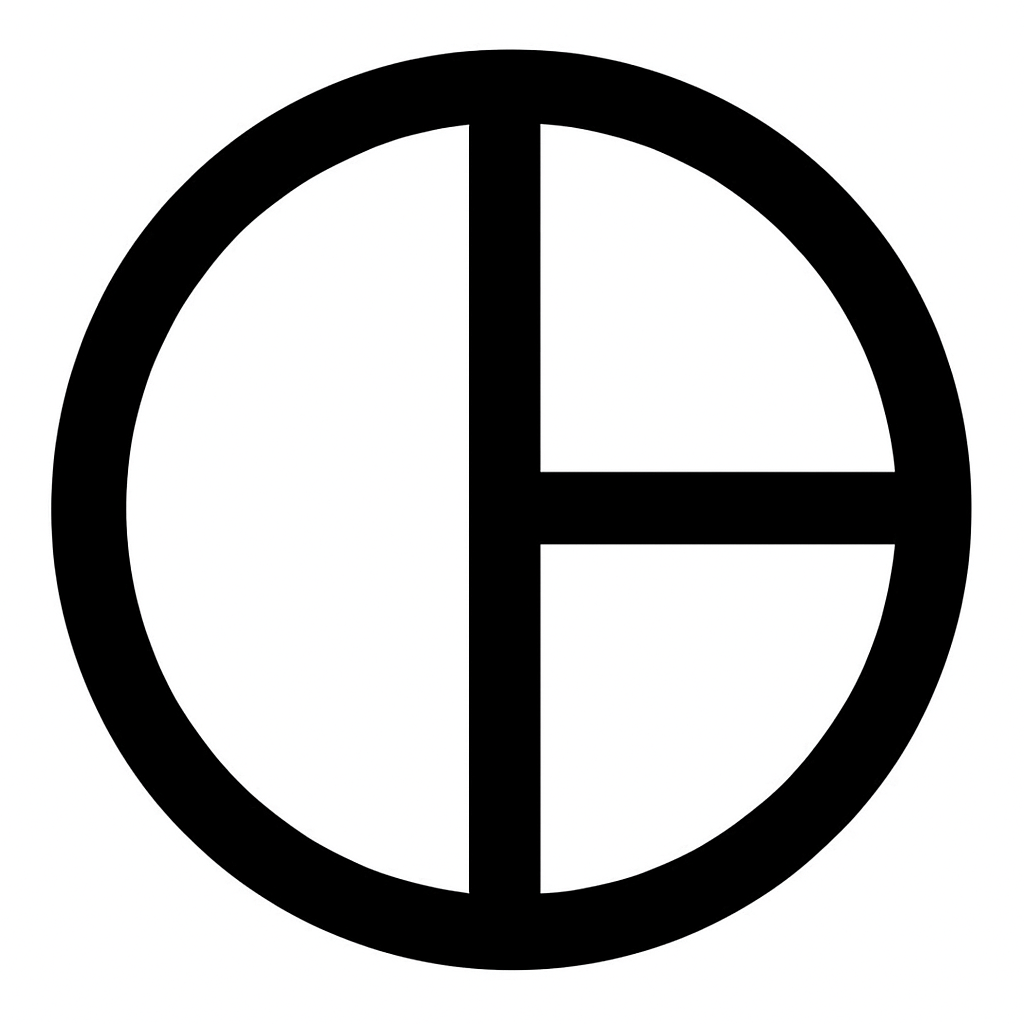
Logo des Ducky Boys.

Les Ducky Boys formaient une bande parisienne violente, fondée par João Cordeiro (dit Rocky) en 1983. Transformant la porte Lescot du Forum des Halles en quartier général, les Ducky Boys ont été des « chasseurs de boneheads » s'affirmaient à cette époque nationalistes voire explicitement néonazis. De nombreux affrontements les ont ainsi opposés à différentes bandes d'extrême-droite, notamment les « Tolbiac Toads », mais également le « Nazi Klan » fondé par Serge Ayoub alias Batskin, puis aux Jeunesses nationalistes révolutionnaires, groupuscule néonazi violent dirigé par ce même Batskin. 
Pour l'occasion, ils se ralliaient à d'autres groupes de « chasseurs », notamment les Red Warriors ou encore les « Docker Boys », voire à des gangs dits « zoulous » venus leur prêter main-forte, comme les « Black Dragons ».
L'entrée dans la bande consistait surtout, outre le fait d'avoir le profil de « sympathie » requis, à passer une épreuve de « baston » contre une personne désignée par la bande, si besoin avec l'aide des autres membres. Dans un reportage intitulé The Black Dragon Gang, un ancien membre du gang (Jean-Yves alias « Shadow ») affirme même que pour rentrer dans la bande, les Ducky Boys devaient revenir avec le doigt ou l'oreille d'un bonehead (naziskin) mais il s'agit d'une boutade qui servait à forger la réputation de la bande.

## Membres
La composition de la bande se voulait et était multiethnique, avec des membres aux origines variées. João « Rocky » Cordeiro (le principal meneur) était portugais, Mésir était algérien, Ranx le fils d'un couple juif d'Europe de l'Est, Kim (connu sous le nom d'OGK, du label Southcide 13) d'origine asiatique. 
Le fondateur du groupe, João Cordeiro, dit « Rocky », est né en 1966 au Portugal et arrive en France avec ses parents. Ne doit pas être confondu avec Didier François, ancien militant de la LCR et membre fondateur de SOS Racisme, également surnommé Rocky. Le risque de confusion est d'autant plus grand que certains chasseurs de Boneheads avaient été engagés comme colleurs d'affiches par l'organisation de Harlem Désir et Julien Dray (Cf. Julien Terzics : « On était présenté par les militants comme susceptibles de coller la nuit pour SOS Racisme »). 
L'effectif des Ducky Boys était variable, d'une quinzaine de membres à plus d'une quarantaine, dont une trentaine vraiment actifs.

## Actions
Leur action principale était de s'opposer physiquement aux manifestations et agressions des boneheads d'extrême-droite. En particulier, ils ont sillonné le quartier parisien des Halles afin de le « nettoyer » des bandes néo-fascistes et, plus largement, de tout individu jugé d'extrême-droite.
Bien que fréquentant principalement ce quartier, la bande se déplaçait régulièrement dans d'autres quartiers, au gré des circonstances et des occasions. 
Attaché à la diversité et méfiant envers les replis communautaires, Rocky s'est longuement opposé au tournant ethnique de certaines bandes présentes au Forum des Halles, à la fin des années 1980. 
Parmi les découvertes étonnantes des Ducky Boys, des boneheads noirs qui se réclamaient des idéaux nationalistes et néo-fascistes, dont l'un d'eux, Yves Codjovi, un skinhead d'origine africaine et vivant à Tours, était surnommé « Black Nazi ».
Les Ducky Boys ont été particulièrement médiatisés dans les années 1980. À l'instar d'autres bandes parisiennes qui intriguaient les médias, plusieurs interviews de journaux et de nombreux reportages télévisés leurs furent consacrés.

## Culture DB
Les goûts musicaux des Ducky Boys sont divers. Ils vont de la musique des années 1950 au psychobilly, en passant par le rap militant de Public Enemy. Rocky avait une préférence pour le Rock & Roll classique, comme le titre Johnny B. Goode de Chuck Berry. Comme de nombreux groupes de jeunes, la bande avait son ghetto blaster, immense radio-cassette qu'ils transportent avec eux et dont ils se servent à la moindre occasion.
Sur le plan vestimentaire, l'apparence évoluera au cours du temps, passant du look 50 inspiré par les Black Panthers, autre bande parisienne très active de 1978 à 1984, à une apparence plus marquée par le style des redskins ou des skins nazis : du fait du « dépouillage » de certains militants d'extrême droite, ils récupèrent et adoptent alors le même style vestimentaire : Doc Martens, paraboots, treillis, bombers, etc. Cela conduisit parfois à la confusion des témoins de certaines rixes, croyant assister à des affrontements entre bandes de skinheads néonazis. De fait, seuls les patchs et le bomber typique des Ducky Boys permettaient parfois de faire la différence vestimentaire avec leurs ennemis d'extrême droite, mais ces signes distinctifs échappaient en général largement au commun. 
L'insigne des Ducky Boys était une croix celtique amputée d'une de ses branches pour écrire DB. Les bombers et autres blousons teddy ou vestes en jean's arboraient également un écusson représentant un canard (dessiné à la façon de Donald Duck) tenant une batte de base-ball de la main droite et arborant un large sourire, soulignant la part d'auto-dérision dont les DB étaient aussi capables, conscients du fait que se prendre trop au sérieux n'était pas de nature à permettre une vision réaliste et de garder « les pieds sur terre ».

## Fin
La presse de l'époque a consacré de nombreux articles aux Ducky Boys, au point de susciter un débat à l'Assemblée nationale sous l'impulsion d'Alain Juppé, alors député de Paris.
Les Ducky Boys disparaissent progressivement au début des années 1990. Rocky est retourné vivre dans sa ville natale (Mirandela), dans la région de Tras-os-Montes au Portugal, et n'est jamais revenu en France depuis.